# Psychoanalysis and History

Psychoanalysis and History est une revue académique à comité de lecture publiée semestriellement en janvier et en juillet par Edinburgh University Press. Elle couvre l'histoire de la psychanalyse et l'application des idées psychanalytiques à l'historiographie. Elle vise à fournir un lien « entre l'étude académique de l'histoire et la psychanalyse ».
John Forrester (1949–2015), historien et philosophe des sciences à l'université de Cambridge, en était le directeur principal.